# Preston (Nebraska)
Preston és una població dels Estats Units a l'estat de Nebraska. Segons el cens del 2000 tenia 50 habitants.

## Demografia
Segons el cens del 2000, Preston tenia 50 habitants, 15 habitatges, i 13 famílies. La densitat de població era de 321,8 habitants per km².
Dels 15 habitatges en un 40% hi vivien nens de menys de 18 anys, en un 73,3% hi vivien parelles casades, en un 6,7% dones solteres, i en un 13,3% no eren unitats familiars. En el 13,3% dels habitatges hi vivien persones soles el 13,3% de les quals corresponia a persones de 65 anys o més que vivien soles. El nombre mitjà de persones vivint en cada habitatge era de 3,33 i el nombre mitjà de persones que vivien en cada família era de 3,54.
Per edats la població es repartia de la següent manera: un 38% tenia menys de 18 anys, un 0% entre 18 i 24, un 32% entre 25 i 44, un 14% de 45 a 60 i un 16% 65 anys o més.
L'edat mediana era de 36 anys. Per cada 100 dones de 18 o més anys hi havia 121,4 homes.
La renda mediana per habitatge era de 40.625 $ i la renda mediana per família de 33.750 $. Els homes tenien una renda mediana d'11.563 $ mentre que les dones 15.000 $. La renda per capita de la població era de 10.009 $. Aproximadament el 8,3% de les famílies i el 15,6% de la població estaven per davall del llindar de pobresa.

## Poblacions més properes
El següent diagrama mostra les poblacions més properes.